# هوراشيو فيربيتسكي
هوراشيو فيربيتسكي (بالإسبانية: Horacio Verbitsky)‏ (و. 1942 – م) هو كاتب، وصحفي من الأرجنتين ولد في بوينس آيرس.

## روابط خارجية
- هوراشيو فيربيتسكي على موقع IMDb (الإنجليزية)